# Jacqueline Manicom
Jacqueline Manicom est une romancière et sage-femme féministe française née en 1935 et morte en 1976 en Guadeloupe.
Écrivaine féministe, engagée et indépendantiste, son œuvre autobiographique est fondée sur la triple exploitation de classe, de race et de sexe. Elle a publié deux romans très remarqués, Mon examen de blanc en 1972 et La graine : journal d'une sage-femme en 1974.
Issue de la communauté indienne, elle est élevée dans la religion catholique.
Née et élevée au Moule, en Guadeloupe, une salle polyvalente de la médiathèque municipale porte désormais son nom.

## Biographie
Jacqueline Manicom naît en 1935 en Guadeloupe, "dans une case de la Guadeloupe". Elle est l’aînée des vingt enfants d’une famille de paysans originaires d’Inde. Ses ancêtres, souvent analphabètes, ont longtemps été domestiques chez des planteurs[réf. souhaitée].
C'est lorsque sa mère, Carmen, attend son 18ème enfant que Jacqueline doit mettre ses études en pause pour aider sa fratrie et sa mère alitée. C'est lors de cette 18ème grossesse qu'elle décidera de devenir sage-femme[réf. souhaitée].
Elle devient sage-femme et commence à travailler dans un hôpital de l’Assistance publique à Paris.
À la fin des années 1960, Jacqueline Manicom s'engage aux côtés de Simone de Beauvoir dans le Mouvement de libération des femmes (MLF) et participe à la création du mouvement de lutte pour la dépénalisation de l'avortement, Choisir la cause des femmes. Elle milite pour la liberté de la contraception et de l'avortement. Elle cofonde avec son mari Yves Letourneur l'association du Planning familial de la Guadeloupe. Elle joue un rôle actif dans la promotion de la santé des femmes.
Jacqueline Manicom se suicide le 22 avril 1976, à Massy. Elle sera enterrée dans le caveau familial, en Guadeloupe.

## Carrière littéraire
Écrivaine féministe, engagée et indépendantiste, l'œuvre autobiographique de Jacqueline Manicom est fondée sur la triple exploitation de classe, de race et de sexe. Elle est comparée à Michèle Lacrosil et Mayotte Capécia dans sa manière de réagir aux ouvrages de ses prédécesseurs masculins et notamment l'indifférence sexuelle de Frantz Fanon,.

### Mon examen de blanc
Jacqueline Manicom publie son premier roman Mon examen de blanc en 1972,. Dans ce livre, l'héroïne, une jeune femme métisse, avorte par ses propres moyens de l'enfant qu'elle a avec un européen blanc, abandonne ses études de médecine et repart en Guadeloupe pour retrouver ses racines. L'histoire de l'héroïne résonne avec l'histoire de l'île colonisée où elle vit, dans un parcours où la jeune femme au travers de sa relation avec un européen. Elle se rend compte de son aliénation culturelle et part à la recherche de ses propres racines culturelles,.

### La Graine: journal d'une sage-femme
Deux ans plus tard, c’est avec La Graine : journal d'une sage-femme qu’elle rencontre véritablement le succès,. L'histoire prend la forme d'un journal fictionnel  et évoque son expérience de sage-femme confrontée à la domination du médecin accoucheur blanc.

## Publications
- Jacqueline Manicom, Mon Examen de blanc, Sarrazin, 1972, 208 p.
- Jacqueline Manicom, La Graine : Journal d'une sage-femme, Paris, Presses de la Cité, 1974, 219 p. (ISBN 9782258187719).